# Susanna Bordone
Susanna Bordone (Milano, 9 settembre 1981) è una cavallerizza italiana.

## Carriera
Ha partecipato a due Olimpiadi (nel 2004 e nel 2008). I suoi migliori risultati olimpici sono arrivati nel 2008 quando si è piazzata 5ª nella gara a squadre e 23° nell'individuale. Nel 2020 si è qualificata per la sua terza Olimpiade.
Ha anche partecipato a tre World Equestrian Games (nel 2002, 2006 e 2010), a cinque Campionati Europei (nel 2003, 2005, 2007, 2009 e 2011) e a due Campionati Europei di Dressage (nel 2009 e 2011). Ha vinto due medaglie nella gara a squadre ai campionati europei.

## Palmarès
- Europei

Pratoni del Vivaro 2007 - bronzo nella gara a squadre.